# Ася (фильм, 1977)
«Ася» — советский полнометражный цветной художественный фильм, поставленный на киностудии «Ленфильм» в 1977 году режиссёром Иосифом Хейфицем по одноимённой повести И. Тургенева.
Фильм снят при участии Студии художественных фильмов ДЕФА — Потсдам — Бабельсберг.
Премьера фильма в СССР состоялась в марте 1978 года.

## Сюжет
Молодой человек, некто Н. Н. путешествует по Европе. Однажды он оказывается в одном из провинциальных немецких городков. Там он знакомится с братом и сестрой. Ася, дочь дворянина и горничной, привлекает его наивностью и непосредственностью. Между ними возникают чувства, но они трагичны и коротки.

## В главных ролях
- Елена Коренева — Ася
- Вячеслав Езепов — Н. Н.
- Игорь Костолевский — Гагин

## Съёмочная группа
- Сценарий и постановка — Иосиф Хейфиц
- Главный оператор — Генрих Маранджян
- Главный художник — Владимир Светозаров
- Режиссёр — Ольга Баранова
- Композитор — Олег Каравайчук